# L. S. Lowry
Laurence Stephen "L.S." Lowry (1 de noviembre de 1887, Stretford, Lancashire - 23 de febrero de 1976, Glossop, Derbyshire) fue un artista inglés. Muchos de sus dibujos y pinturas representan Pendlebury, donde vivió y trabajó durante más de 40 años y también Salford y sus alrededores.
Lowry es famoso por pintar escenas de la vida en los distritos industriales del Noroeste de Inglaterra a mediados del siglo XX. Desarrolló un estilo de pintura muy distintivo y es especialmente conocido por sus paisajes urbanos, poblados con figuras humanas a menudo se refiere como "Matchstick Men". Pintó paisajes misteriosos despoblados, retratos melancólicos y las obras no publicadas llamadas "marioneta", que sólo se encontraron después de su muerte.
Debido a su uso de figuras estilizadas y a la falta de efectos del tiempo en muchos de sus paisajes que a veces se caracteriza como un ingenuo "pintor de domingo", aunque esto no es la posición de las galerías que han organizado retrospectivas de sus obras.
Una gran colección de la obra de Lowry está en la exhibición pública permanente en The Lowry, una galería de arte especialmente diseñada en el Puerto de Salford, que lleva su nombre. Lowry rechazó cinco honores durante su vida, incluyendo el título de caballero en 1968, y por lo tanto tiene el récord de los más honores británicos rechazados. El 26 de junio de 2013 abrió una gran retrospectiva en la Tate Britain de Londres, su primera en este museo.

## Citas
En el paisaje industrial:
- "Fuimos a Pendlebury en 1909 desde una parte residencial de Mánchester, y no nos gustó. Mi padre quería ir a vivir cerca de un amigo por razones de negocios. Vivíamos al lado, y durante mucho tiempo a mi madre y a mí nunca nos llegó a gustar, y al principio no me gustaba, y luego después de un año o así que me acostumbré a él, y luego me absorbí en él, luego me enamoré de él. Entonces empecé a preguntarme si alguien alguna vez había hecho una serie de obras, no uno o dos, pero en serio, y me pareció en ese momento que no podía ver a nadie en ese momento que lo hubiese hecho - y nadie lo había hecho... parecía".

En su estilo:
- "Soy un hombre sencillo, y utilizo materiales simples: Negro marfil, bermellón, azul prusiano, ocre amarillo, blanco y sin escamas medianas. Eso es todo lo que siempre he usado en mis cuadros, me gustan los aceites [...] como un medio que puede trabajar en más de un período de tiempo".

En el arte:
- "Usted no necesita cerebro para ser pintor, sólo sentimientos."
- "Yo no soy un artista. Soy un hombre que pinta."
- "Este arte es un asunto terrible."

## Obras
Las obras de Lowry se exponen en muchas colecciones públicas y privadas. La colección más grande se llevó a cabo por el Ayuntamiento de Salford y se muestra en The Lowry. Su colección cuenta con cerca de 400 obras y los rayos X han revelado cifras ocultas bajo sus dibujos -. Las cifras "Ann".
La Tate Gallery de Londres posee 23 obras. La ciudad de Southampton posee The Floating Bridge, The Canal Bridge y An Industrial Town. Su trabajo aparece en el MOMA, en Nueva York. The Christchurch Art Gallery Te Puna o Waiwhetu en Christchurch, Nueva Zelanda, tiene Factory at Widnes (1956) en su colección. La pintura fue una de las adquisiciones más importantes de la galería de la década de 1950 y sigue siendo el más destacado de su colección de arte británico moderno.
Durante su vida Lowry hizo cerca de 1.000 pinturas y más de 8.000 dibujos.

### Pinturas y dibujos
| Año                                        | Título de la obra                                                                        |
| ------------------------------------------ | ---------------------------------------------------------------------------------------- |
| 1906                                       | Still Life                                                                               |
| 1908                                       | Head from the Antique                                                                    |
| 1910                                       | Clifton Junction Morning                                                                 |
| 1912                                       | Portrait of the Artist's Mother                                                          |
| 1914                                       | Seated Male Nude                                                                         |
| 1917                                       | Coming from the Mill                                                                     |
| 1919                                       | Robert Lowry                                                                             |
| 1919                                       | Frank Jopling Fletcher                                                                   |
| 1920                                       | The Artist's Mother                                                                      |
| 1922                                       | A Manufacturing Town                                                                     |
| 1922                                       | Regent Street, Lytham                                                                    |
| 1925                                       | Self Portrait                                                                            |
| 1926                                       | An Accident                                                                              |
| 1927                                       | Peel Park, Salford                                                                       |
| 1927                                       | Coming Out of School                                                                     |
| 1928                                       | A Street Scene                                                                           |
| 1928                                       | Going to the Match                                                                       |
| 1930                                       | Coming from the Mill                                                                     |
| 1931                                       | Pendlebury Scene                                                                         |
| 1934                                       | The Empty House                                                                          |
| 1935                                       | Street Scene (George Street, Pendlebury)                                                 |
| 1935                                       | A Fight                                                                                  |
| 1935                                       | The Fever Van                                                                            |
| 1936                                       | Laying a Foundation Stone                                                                |
| 1936                                       | Dewars Lane                                                                              |
| 1937                                       | The Lake                                                                                 |
| 1938                                       | A Head of a Man                                                                          |
| 1940                                       | The Bedroom – Pendlebury                                                                 |
| 1941                                       | Barges on a Canal                                                                        |
| 1941                                       | Houses on a Hill                                                                         |
| 1942                                       | The Sea                                                                                  |
| 1942                                       | A Bit of Wenlock Edge                                                                    |
| 1942                                       | Blitzed Site                                                                             |
| 1943                                       | Britain at Play                                                                          |
| 1943                                       | Going To Work                                                                            |
| 1945                                       | V.E. Day                                                                                 |
| 1946                                       | The Park                                                                                 |
| 1946                                       | Good Friday, Daisy Nook                                                                  |
| 1947                                       | Iron Works                                                                               |
| 1947                                       | Cranes and Ships, Glasgow Docks                                                          |
| 1947                                       | A River Banks                                                                            |
| 1949                                       | The Canal Bridge                                                                         |
| 1949                                       | The Football Match                                                                       |
| 1950                                       | The Pond                                                                                 |
| 1952                                       | Ancoats Hospital Outpatients Hall                                                        |
| 1953                                       | Football Ground                                                                          |
| 1955                                       | A Young Man                                                                              |
| 1955                                       | Industrial Landscape                                                                     |
| 1956                                       | Berwick Pier and Lighthouse                                                              |
| 1956                                       | The Floating Bridge                                                                      |
| 1956                                       | Factory at Widnes Christchurch Art Gallery Te Puna o Waiwhetu, Christchurch, New Zealand |
| 1957                                       | Man Lying on a Wall                                                                      |
| 1957                                       | Portrait of Ann                                                                          |
| 1957                                       | Woman with Beard                                                                         |
| 1958                                       | The Elms                                                                                 |
| 1959                                       | On the Sands                                                                             |
| 1960                                       | Gentleman Looking at Something                                                           |
| 1961                                       | River Wear at Sunderland                                                                 |
| 1961                                       | Colliery, Sunderland                                                                     |
| 1962                                       | Two People                                                                               |
| 1963                                       | The Sea                                                                                  |
| 1967                                       | Industrial Scene                                                                         |
| 1967                                       | Tanker Entering the Tyne                                                                 |
| 1969                                       | The Front, Hartlepool                                                                    |
| Sin fechar                                 | Palace Street, Berwick                                                                   |
| Sin fechar                                 | The Match                                                                                |
| Sin fechar                                 | St Luke's Church, Old Street, London                                                     |
| Negrita en cursiva indica que es un dibujo |                                                                                          |

### Obras robadas de Lowry
Cinco obras de arte Lowry fueron robados de la Galería de Arte Grove Fine en Cheadle Hulme, Stockport, el 2 de mayo de 2007. El más valioso era "The Viaduct", valor estimado de £ 700.000 y "The Tanker Entering the Tyne", que está valorada en más de £ 500.000. "The Surgery", "The Bridge at Ringley" y "The Street Market" también fueron robados. Las pinturas fueron encontrados más tarde en una casa en Halewood, cerca de Liverpool.

## Premios y honores
Lowry fue galardonado con un Máster Honoris Causa en Artes, por la Universidad de Mánchester en 1945 y Doctor en Letras en 1961, en abril de 1955 Lowry fue elegido como miembro asociado de la Royal Academy of Arts y en abril de 1962 se convirtió en un miembro de pleno derecho de la Real Academia y al final de diciembre del mismo año, su condición de miembro evolucionó a la de senior académico después de haber alcanzado la edad de 75 años. Se le dio las llaves de la ciudad de Salford en 1965 . En 1975 se le concedió el título honorario de Doctor en Letras por las universidades de Salford y Liverpool. En 1964, el mundo del arte celebra su 77 cumpleaños con una exposición de su trabajo y el de 25 artistas contemporáneos que habían presentado los tributos en el Salón Museo de Monk, Eccles. La Orquesta Hallé realizó un concierto en su honor y el primer ministro, Harold Wilson, utiliza la pintura de Lowry "The Pond" como su tarjeta oficial de Navidad. La pintura de Lowry "Coming Out School" fue representado en un sello de denominación más alta de una serie emitida por la Oficina de Correos que representa grandes artistas británicos en 1968.
Lowry se negó dos veces a la cita (Orden del Imperio Británico): como Oficial (OBE) en 1955, y como Comandante (CBE) en 1961.

## Legado
Dejó una estatua valorada en 298.459 libras, y un número considerable de obras de arte por sí mismo y otros a Carol Ann Lowry, quien, en 2001, obtuvo la protección como marca de firma artística.
Lowry dejó un legado cultural, sus obras a menudo se venden por millones de libras e inspiró a otros artistas. The Lowry en Salford Quays se abrió en 2000 a un costo de 106 millones de libras; que lleva su nombre, los 2.000 metros cuadrados de galería alberga 55 de sus pinturas y 278 dibujos, la mayor colección del mundo de su trabajo. En enero de 2005, una estatua de él se inauguró en Mottram en Longdendale a 100 metros de distancia de su casa desde 1948 hasta su muerte en 1976. La estatua ha sido un objetivo para los vándalos desde que se inauguró. En 2006 The Lowry en Salford organizó un espectáculo de danza contemporánea inspirado en las obras de Lowry.
El 26 de junio de 2013 se inauguró una retrospectiva en la Tate Britain de Londres, su primera allí, programado para exponerse hasta el 20 de octubre de ese mismo año.

## Homenajes
Con motivo del centenario de su nacimiento, Royston Futter, director del Festival Centenario LS Lowry, en nombre de la ciudad de Salford y la BBC contrató al Teatro Ballet del Norte y Gillian Lynne para crear un drama de baile en su honor. A Simple Man fue coreografiada y dirigida por Lynne, con música de Carl Davis y protagonizada por Christopher Gable y Moira Shearer (en su último papel de baile), y ganó un premio BAFTA como mejor programa de artes en 1987.
En febrero de 2011 una estatua de bronce de Lowry fue instalada en el sótano de su pub favorito, Sam Chop House.

## Mercado artístico
En marzo de 2014 quince de las obras de Lowry, de la AJ Thompson Collection, se subastaron en Sotheby en Londres; se logró la estimación total de la venta, de 15 millones de libras, a pesar de que dos cuadros no lograron llegar a su precio de reserva y se retiraron. Thompson, dueño del Salford Express, recogido sólo pinturas Lowry, a partir de 1982 La subasta incluye las pinturas Peel Park, Salford y Piccadilly Circus, Londres, la pintura más cara de Lowry en la subasta hasta la fecha, que alcanzó £ 5,6 millones en 2011, pero solo alcanzó los 5,1 millones de libras en 2014.

## En la cultura popular
- En enero de 1968 Status Quo rindió homenaje a Lowry en su single "Pictures of Matchstick Men".
- En 1978 Brian y Michael alcanzaron el número uno en las listas de éxitos del Reino Unido con el tributo único "Matchstalk Men and Matchstalk Cats and Dogs" 'y en 1980 apareció en un álbum de The Rovers.
- La película de Terry Gilliam "Brazil" incorpora "Lowryesque" paisajes urbanos y el nombre de su protagonista principal es Sam Lowry.
- Oasis lanzó un vídeo musical para "The Masterplan" utilizando la animación en el estilo de sus pinturas.
- Burberry y el diseñador Christopher Bailey dibujó influencias de la obra de Lowry para su temporada otoño/invierno 2008-09.
- En agosto de 2010 Figures Half Unreal fue realizada por la compañía de teatro Brass Bastion en Berwick-upon-Tweed, donde Lowry era un visitante regular.
- Lowry ocupa un lugar destacado en la canción de Manic Street Preachers "30 Years of War" en su álbum de 2013 "Rewind the Film".
- La película Mrs Lowry & Son (2019), dirigida por Adrian Noble y protagonizada por Vanessa Redgrave y Timothy Spall, describe la tensa relación entre Lowry y su anciana madre postrada en cama entre 1934 y 1939.[20]